# Springbok Radio
Springbok Radio war ein südafrikanischer Hörfunksender, der von 1950 bis 1985 existierte.

## Geschichte
Springbok Radio ging als erste private Radiostation Südafrikas am 1. Mai 1950 auf Sendung. Das Programm wurde auf Englisch und Afrikaans ausgestrahlt. Die Zielgruppe war die weiße Bevölkerung Südafrikas. Mit der Ausstrahlung des ersten landesweiten Fernsehprogramms am 6. Januar 1976 und der ab 1978 ausgestrahlten Fernsehwerbung begann der Niedergang von Springbok Radio. Durch das Aufkommen des Privatfernsehens verlor der Radiosender noch mehr an Bedeutung. Schließlich wurde der Sendebetrieb am 31. Dezember 1985 eingestellt.

## Archiv
Die Springbok Radio Preservation Society of South Africa (afrikaans: Springbokradio Bewaringsvereniging van Suid-Afrika) ist eine gemeinnützige Gesellschaft, die Tonaufnahmen, Fotos und anderes Material des Senders archiviert. Ihr Sitz ist in Johannesburg. Das Archiv beherbergt viele Originalaufnahmen auf Kassette und Tonband. Derzeit werden durch die Gesellschaft viele analoge Aufnahmen digitalisiert. Seit dem 1. Juli 2008 betreibt sie in Zusammenarbeit mit der South African Broadcasting Corporation den Internet-Radio-Service von Springbok Radio. Dadurch können viele ältere Sendungen wieder empfangen werden.